# Kug-Baba
Kubaba (en la Crònica Weidner o d'E-sagila; en sumeri: Kug-Bau) és l'única reina de la llista de reis sumeris, que diu que va regnar 100 anys. Moltes versions de la llista de reis la situen sola com l'única de la dinastia (tercera dinastia de Kish), que va assolir l'hegemonia després de Sharrum-Iter de Mari, però altres versions la combinen amb la quarta dinastia de Kish, que va seguir a l'hegemonia d'Akshak. Abans d'esdevenir reina, la llista diu que era encarregada d'una taverna.
La Crònica de Weidner és una carta de propaganda que intenta pre-datar el culte de Marduk en un període més antic i demostrar que qualsevol dels reis que havia negligit els ritus del seu culte havia perdut l'hegemonia de Sumer. Inclou un petit relat de com va ascendir la casa de Kubaba durant el regnat de Puzur-Nirah d'Akshak:
| « | "En el regnat de Puzur-Nirah, rei d'Akšak, els pescadors d'aigua dolça d'E-sagila agafaven els peixos com a menjar per al gran déu Marduk; els oficials del rei els van confiscar els peixos. Els pescadors van continuar pescant i quan havien passat 7 (o 8) dies […] a la casa de Kubaba, l'encarregada de la taverna […] ho va portar a E-sagila. En aquell moment […] altre cop cap E-sagila […] Kubaba va donar el pa i l'aigua al pescador, i va fer que el pescador oferís els peixos a E-sagila. Marduk, el rei, el príncep de l'Apsû, la va afavorir i va dir: "Ho farem així!" i va concedir la sobirania a l'encarregada de la taverna sobre tot el món" (línies 38-45) | » |

Kug Baba fou divinitzada i es van construir capelles en honor seu per tota Mesopotàmia. Era la dea de la fertilitat i la "mare" per excel·lència. A les àrees hurrites se la podria identificar com a Kebat, o Hebat (Hepat), el títol de la dea mare hurrita Hannahannah (de l'hurrita hannah, 'mare'), ja que Abdi-Kheba ('el servidor de Kheba'), va serel majordom principal de palau que governava Jerusalem en el temps de les Cartes d'Amarna (vers 1350 aC).

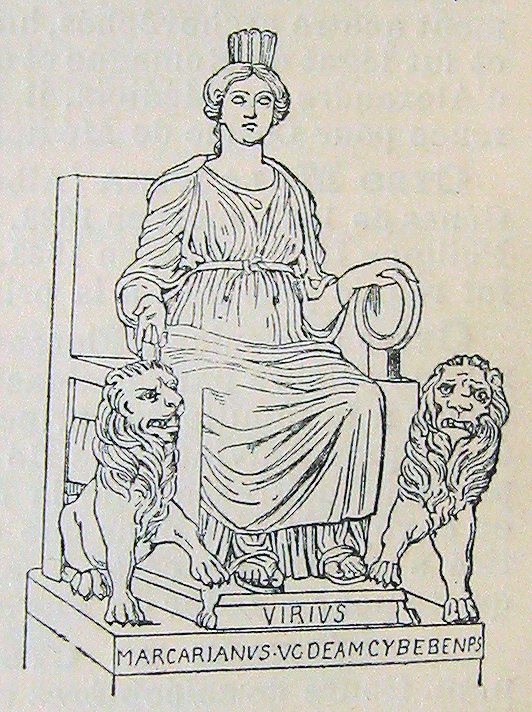
Escultura romana dedicada a "Cybebe", interpretada com a Cíbele

Kubaba va esdevenir una deïtat tutelar que va protegir l'antiga ciutat de Karkemish a l'alt Eufrates, al final del període hurrita i a l'inici del període hitita. Uns gravats avui al Museu d'antiguitats d'Anatòlia a Ankara la mostra asseguda portant un pentinat cilíndric i amb un mirall circular en una mà i una magrana a l'altra. Té un paper considerable als texts luvites i menor als texts hitites, principalment en rituals hurrites. Els hitites la veneraven a la ciutat de Kanesh.
Segons Mark Munn (Munn, 2004), el seu culte després es va estendre i el seu nom fou adoptat com el de la dea principal dels regnes neohitites a Anatòlia, on va acabar sorgint el Regne de Frígia, i on es va convertir en la matar ('mare') o matar kubileya la imatge de la qual amb inscripcions apareix en roques esculpides.
El seu nom al Regne de Lídia va ser Kuvav o Kufav, que els grecs jonis van transcriure com Kybêbê, no com Kybele (que seria Cíbele); Jan Bremmer nota en aquest context que, al segle vii aC, Semònides d'Amorgos anomena una de les seguidores d'Helena amb el nom de kybêbos, i observa que al segle següent havia estat hel·lenitzada per Hipònax amb el nom de "Kybêbê, filla de Zeus". La deïtat frígia ja tenia pocs elements de l'original Kubaba; fou la deïtat sobirana de Sardesi coneguda pels grecs com Kybebe.